# 1954 aux Territoires du Nord-Ouest
Chronologie des Territoires du Nord-Ouest
- 1950
- 1951
- 1952
- 1953
- 1954
- 1955
- 1956
- 1957
- 1958

Cette page concerne les événements survenus en 1954 dans le territoire canadien des Territoires du Nord-Ouest.

## Politique
- Premier ministre : Robert Gordon Robertson (Commissaire en gouvernement)
- Commissaire :
- Législature :